# Етнічна еліта
Етнічна еліта — частина етнічної групи, яка взяла на себе роль її лідера і політичного керівника. На різних етапах історичного розвитку і залежно від умов, що склалися, роль етнічних лідерів або т. зв. «політичних антрепренерів етнічності» брали на себе аристократія, шляхта, духовенство, купецтво і т. д. З початком модернізації найчастіше етнічна еліта складається з прошарків, який за своїм майновим станом і соціальним статусом належать до середнього класу. Як правило, це середні торговці та підприємці, а також так звані «інтелектуали» — технократи, менеджери, інженери, люди вільних професій, інтелігенція тощо. Особливе місце серед етнічної еліти посідає гуманітарна інтелігенція. Хоча їй відводиться, як правило, роль «звичайної піхоти етнічного відродження», але саме цей соціальний прошарок найбільш спроможний збудити етнополітичну активність «своєї» групи шляхом апеляції до історичної пам'яті, національних почуттів, формуючи відповідну морально-психологічну атмосферу. Найбільшого успіху етнічна еліта досягає тоді, коли відбувається узгодження поглядів та дій між її основними групами — гуманітарною інтелігенцією та інтелектуалами, зайнятими у сфері матеріального виробництва.
В Україні роль етнічної еліти в різні часи виконували ті соціальні верстви, чиї матеріальні і соціальні інтереси збігалися з настроями мас. У середньовіччі ними були духовенство, козацтво, частина дрібної і середньої шляхти, згуртоване у братства міщанство. В новий час етнічна еліта складалася переважно з гуманітарної інтелігенції різночинного походження. В радянські часи крім формальної етнічної еліти, яка належала до комуністичної партійно-господарської номенклатури, утворилася неформальна етнічна еліта з представників переважно гуманітарної інтелігенції. Наприкінці 1980 — на початку 1990-х рр. тимчасовий ситуативний збіг інтересів цих груп дав можливість об'єднати українське суспільство під гаслом унезалежнення країни і створення власної самостійної держави. Однак протиріччя між обома групами етнічної еліти у баченні змісту Української держави спричинив розпад короткочасного союзу між ними.

## Джерело
- Волобуєв В. Етногеографія // Малий етнополітологічний словник. — К.: МАУП, 2005. Стаття О.Майбороди